# Alcalosis metabólica
La alcalosis metabólica es uno de los trastornos del equilibrio ácido-base en que una concentración baja de hidrogeniones circulantes y el consecuente aumento de la concentración de bicarbonato, eleva el pH del plasma sanguíneo por encima del rango normal (7.35-7.45). En la alcalosis metabólica se halla un pH arterial superior a 7.45 y un bicarbonato plasmático (HCO3-) superior a 25 mmol/l como alteraciones primarias, y un aumento de la presión parcial de CO2 (pCO2) por hipoventilación compensatoria.

## Definición
La alcalosis metabólica se produce a causa de ganancia neta de [HCO3–] o de pérdida de ácidos no volátiles (en general HCl) procedentes del líquido extracelular.
La alcalosis metabólica se manifiesta por pH arterial alto, aumento de la [HCO3–] sérica y aumento de la PaCO2 a causa de la hipoventilación alveolar compensadora .
A menudo conlleva hipocloremia e hipokalemia. También podemos encontrar una retención de HCO3 como mecanismo compensador de una acidosis respiratoria.
El trastorno entraña una fase generadora, en la que la pérdida de ácido suele causar alcalosis, y una fase de "mantenimiento", en la que el riñón es incapaz de compensar mediante la eliminación de bicarbonato (HCO3–).
Los riñones y los pulmones regulan el estado ácido/base, los riñones poseen una impresionante capacidad de eliminar HCO3, y la persistencia de una alcalosis metabólica representa un fracaso de los riñones para eliminar HCO3 de la forma habitual.

## Etiología
Si a un individuo normal se le administra una carga de bicarbonato sódico, se produce un alza del pH de corta duración, ya que el riñón es capaz de responder rápidamente eliminando el exceso de bicarbonato. Así, para que una alcalosis metabólica se mantenga en el tiempo son necesarias dos condiciones:
1 Una pérdida continua de hidrogeniones o ingreso mantenido de bases. La pérdida de H+ puede deberse entre otras causas a vómitos, o sondas nasogástricas, como también al uso excesivo de diuréticos. El ingreso exagerado de bases puede deberse a administración terapéutica de bicarbonato o de sustancias como lactato (soluciones endovenosas), acetato (diálisis ) y citrato (transfusiones).
2 Una alteración en la función renal que impida la excreción de bicarbonato. Ésta puede deberse a las siguientes condiciones:
- Hipovolemia: en estos casos prima la reabsorción de Na+, ion que se reabsorbe junto con bicarbonato. Si no se corrige la hipovolemia, la alcalosis persiste a pesar de que haya cesado la pérdida de H+ o el ingreso de bases.
- Aumento de mineralo-corticoides (aldosterona) como en el síndrome de Conn. En estos casos hay retención de Na+ con pérdidas exageradas de H+ y K+, que impiden la eliminación de bicarbonato. En ellos es necesario corregir la hipokalemia o el hiperaldosteronismo para normalizar el pH.

- Hipokalemia: en estos casos hay una pérdida exagerada de H+ por la orina que impide compensar la alcalosis.
- Hipocloremia: cuando este anión disminuye, se aumenta el bicarbonato para mantener el equilibrio isoeléctrico. Lo inverso también es cierto y, cuando se retiene bicarbonato para compensar una acidosis respiratoria, el Cl baja. Es importante tener presente este punto durante la corrección de la acidosis respiratoria, ya que si no se suministra Cl al paciente, llega el momento en que el bicarbonato acumulado durante la compensación no puede seguirse eliminando, ya que debe mantenerse el equilibrio isoeléctrico. Con ello se produce una alcalosis que inhibe la ventilación, imposibilitando la corrección total de la acidosis respiratoria. ).[4]

Estas alteraciones pueden deberse a una serie de causas:
- Diuréticos como son los diuréticos de Asa o tiazidas que producen una excreción de Cl, Na, K , Y H+ y H20, con retención de Hco3 que junto a la hipocloremia e hipocalemia traducen alcalosis metabólica. ( No influye el SRAA).

- Síndrome de Bartter: enfermedad congénita, con alcalosis resistente a cloruro, que no responde a medidas de hidratación. Produce excreción de Na que causa hiperestimulación del SRAA que excreta k+ produciendo hipocalemia con alcalosis metabólica.

- Síndrome de Gitelman: rasgo autosómico recesivo y se debe a mutaciones del transportador de Na y Cl sensible a las tiazidas. La reabsorción reducida de Na+ en el túbulo contorneado distal ocasiona deficiencia de volumen e hipopotasiemia

## Mecanismo de compensación
En cualquiera de estas condiciones existe compensación respiratoria, que consiste en una disminución de la ventilación alveolar con aumento de la PaCO2 y el subsiguiente aumento de protones en sangre al desplazarse el equilibrio del tampón bicarbonato provocando una caída del pH que vuelve a rangos fisiológicos. Sin embargo, ésta es limitada, ya que la hipercapnia produce hipoxemia que estimula la ventilación. Por esta razón, la PaCO2 como compensación rara vez sube de 55 mmHg.

## Diagnóstico
Para el diagnóstico de una alcalosis metabólica lo primero será realizar una gasometría arterial. Esta prueba consiste en la extracción de una muestra de sangre que a continuación introduciremos en un gasómetro de cuatro cubetas, cada una de las cuales medirá: el pH, la presión arterial de CO2 (pCO2) y la presión arterial de O2 (PO2). Recordar que las presiones correspondientes a los gases representan la fracción disuelta de los mismos, pues es esta la que crea presión y no la unida a hemoglobina. La cuarta cubeta realizaría una co-oximetría, para valorar los porcentajes de las diferentes hemoglobinas que componen la sangre, de las cuales la más relevante sería la Hb oxigenada.
A partir de los datos obtenidos en la gasometría también podremos calcular otros como la presión alveolar de O2 (a través de la ecuación del gas alveolar), la diferencia alveolo-arterial de O2, la P50 (presión arterial de O2 que hace que la hemoglobina esté saturada en un 50%, indica la afinidad de la hemoglobina por el oxígeno), y el bicarbonato.
En el caso de la alcalosis metabólica habremos de centrarnos en el análisis de los datos obtenidos acerca de la presión arterial de CO₂ y el pH. Esto se debe a que el pH y la relación ácido-base del tampón bicarbonato (CO₂ actuaría como ácido y bicarbonato como base) es muy estrecha, siendo los valores normales de 7,35-7,45 para el pH y de 35-45 mmHg para la PCO2.
Todas las variaciones que sobrepasen esos umbrales indicarán una alcalosis (si el pH es mayor) o una acidosis (si el pH es menor).
Si observamos un aumento del bicarbonato estaremos ante una alcalosis metabólica.
Si lo que se observa es un descenso de la PCO2 estaremos también ante una alcalosis, pero en este caso respiratoria porque será debida a hiperventilación (los pulmones son muy eficientes eliminando CO₂).
Otras pruebas que medirían el pH y los niveles de CO₂ y bicarbonato en el riñón serían un análisis de orina o un análisis básico de química sanguínea. Se medirán en relación con el riñón porque la alcalosis metabólica es debida a la acumulación de bicarbonato en el mismo debido a múltiples factores, como pueden ser: vómitos, clorodiarrea, diuréticos, fibrosis quística, síndromes como el de Cushing o Bartther, etc.
En el caso de trastornos que conllevan la pérdida de cloro (vómitos prolongados, diuréticos…) o ingesta insuficiente de cloro estaremos ante una alcalosis hipoclorémica. Se debe a que la pérdida de cloro tiene como consecuencia la retención de bicarbonato en el riñón (alcalosis).
Si por el contrario la alcalosis no es debido a bajos niveles de cloro, el cloro es >30mEq/l (Síndrome de Cushing, de Bartther, de Gietelman…) la alcalosis es clororresistente. Para saber si la alcalosis es clorosensible o clororresistente realizaremos un ionograma urinario.